# 山田栴二
山田 栴二（やまだ せんじ、1887年（明治20年）8月17日 - 1977年（昭和52年）11月13日）は、大日本帝国陸軍軍人。最終階級は陸軍中将。功三級。

## 経歴
1887年（明治20年）、元一関藩士で仙台市長を務めた山田揆一の子として宮城県仙台市に生まれた。陸軍士官学校第18期卒業。1932年（昭和7年）4月1日に陸軍歩兵大佐進級と同時に陸軍士官学校予科生徒隊長に着任。1934年（昭和9年）8月に陸軍士官学校学生部長に転じ、1935年（昭和10年）12月に陸軍士官学校附を経て、1936年（昭和11年）3月23日に仙台陸軍教導学校長に着任し、8月1日に陸軍少将に進級した。
1937年（昭和12年）11月に歩兵第103旅団長（上海派遣軍・第13師団）に就任し、上海戦に出動。南京攻略戦を戦い、徐州会戦では指揮下の歩兵第65連隊が一番乗りの戦果を上げたが、武漢作戦では大別山で悪戦苦闘の連続であった。1938年（昭和13年）11月に第3独立守備隊司令官に転じ、1939年（昭和14年）3月9日に陸軍中将に進級した。同年8月1日に東部軍司令部附となり、8月30日に待命、9月3日に予備役に編入された。1944年（昭和19年）11月27日に召集され仙台陸軍幼年学校長に就任した。
1947年（昭和22年）11月28日、公職追放仮指定を受けた。